# Basavana Bagevadi
Basavana Bāgevādi är en ort i Indien.   Den ligger i distriktet Bijāpur och delstaten Karnataka, i den sydvästra delen av landet, 1 300 km söder om huvudstaden New Delhi. Basavana Bāgevādi ligger 618 meter över havet och antalet invånare är 30 827.
Terrängen runt Basavana Bāgevādi är platt. Runt Basavana Bāgevādi är det ganska tätbefolkat, med 179 invånare per kvadratkilometer. Basavana Bāgevādi är det största samhället i trakten. Trakten runt Basavana Bāgevādi består till största delen av jordbruksmark.